# Reyersviller
Reyersviller – miejscowość i gmina we Francji, w regionie Grand Est, w departamencie Mozela.
Według danych na rok 1990 gminę zamieszkiwały 382 osoby, a gęstość zaludnienia wynosiła 46 osób/km² (wśród 2335 gmin Lotaryngii Reyersviller plasuje się na 675. miejscu pod względem liczby ludności, natomiast pod względem powierzchni na miejscu 723.).